# William Howe, 5:e viscount Howe

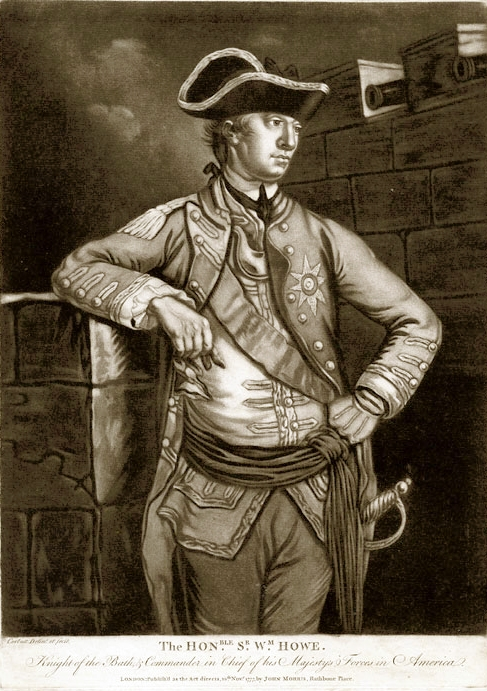
William Howe.

William Howe, 5:e viscount Howe, född 10 augusti 1729, död 12 juli 1814, var en brittisk general, bror till Richard Howe.
Howe deltog som överstelöjtnant i kriget i Nordamerika 1759-1763 och utmärkte sig under sin vän Wolfes befäl genom överdådig tapperhet vid stormningen av Abrahamshöjderna utanför Québec 13 september 1759. Kort före amerikanska revolutionskriget utbrott kom Howe, som 1772 blivit generalmajor, till Boston (mars 1775) med förstärkningar till general Gage och förde befälet över regeringstrupperna i en av de första väpnade sammandrabbningarna, vid Bunker Hill 17 juni samma år, där han efter en hård strid besegrade insurgenternas friskaror. 
Han blev kort därpå generallöjtnant och befälhavare över de brittiska trupperna i de gamla kolonierna, var över vintern innesluten i Boston, som han nödgades utrymma i mars 1776, men gick efter att ha fått förstärkningar från England till anfall, landsteg på Long Island i augusti, slog där Washington, intog New York (15 september) och vann 28 oktober en ny seger vid White Plains. 
Hans expedition på flottan till Chesapeakeviken 1777 ledde till segern vid Brandywine (11 september) och erövringen av Philadelphia, sedan Howe lagt sin här i ett fast läger vid 
Germantown (26 september), där han i oktober tillbakaslog Washingtons anfall. På grund av tvister med myndigheterna i hemlandet begärde Howe redan samma höst avsked, överlämnade i maj 1778 befälet åt general Clinton och reste hem. Som medlem av underhuset (1758-80) uppträdde han ofta i amerikanska frågor. Han blev 1793 general, var distriktsbefälhavare i olika delar av England och ärvde vid brodern Richards död 1799 titeln viscount Howe.